# Bynajmniej
Bynajmniej – czwarty singel polskiej piosenkarki Margaret z jej piątego solowego albumu studyjnego, zatytułowanego Siniaki i cekiny. Singel został wydany 22 września 2023.
Kompozycja znalazła się na 8. miejscu listy OLiA, najczęściej odtwarzanych utworów w polskich rozgłośniach radiowych. Nagranie otrzymało w Polsce status złotego singla, przekraczając liczbę 25 tysięcy sprzedanych kopii.

## Geneza utworu i historia wydania
Utwór napisali i skomponowali Małgorzata Jamroży, Piotr Kozieradzki, Bhavik Pattionki i Ryan Bickley.
Singel ukazał się w formacie digital download 22 września 2023 w Polsce za pośrednictwem wytwórni płytowej Gaja Hornby Records w dystrybucji Sony Music Entertainment Poland. Piosenka została umieszczona na piątym solowym albumie studyjnym Margaret – Siniaki i cekiny.
22 września 2023 wykonała uwtór na żywo w ramach cyklu „Poplista Live Sessions” na kanale radia RMF FM. 1 października piosenka została zaprezentowana telewidzom stacji TVN w programie Dzień dobry TVN. 2 marca 2024 singel zaśpiewała w tym samym programie śniadaniowym.

## „Bynajmniej” w stacjach radiowych
Nagranie było notowane na 8. miejscu w zestawieniu OLiA, najczęściej odtwarzanych utworów w polskich rozgłośniach radiowych.

## Teledysk
Do utworu powstał teledysk w reżyserii Alexa Pak, który udostępniono w dniu premiery singla za pośrednictwem serwisu YouTube.

## Wykorzystanie utworu
W 2024 utwór został wykorzystany jako motyw przewodni wiosennej ramówki telewizji TVN.

## Lista utworów
- Digital download[2]

1. „Bynajmniej” – 2:23

## Notowania

### Pozycja na liście airplay
| Kraj   | Lista (2023)                   | Najwyższa pozycja |
| ------ | ------------------------------ | ----------------- |
| Polska | OLiS – oficjalna lista airplay | 8                 |

## Certyfikaty
| Kraj          | Certyfikat  | Sprzedaż |
| ------------- | ----------- | -------- |
| Polska (ZPAV) | złota płyta | 25 000+  |

## Wyróżnienia
| Rok  | Konkurs                  | Kategoria    | Rezultat    |
| ---- | ------------------------ | ------------ | ----------- |
| 2023 | Przebój roku RMF FM 2023 | Przebój roku | 78. miejsce |